# Canthydrus gracilis
Canthydrus gracilis is een keversoort uit de familie diksprietwaterkevers (Noteridae). De wetenschappelijke naam van de soort werd in 1990 gepubliceerd door Bilardo & Rocchi.